# 福岡教育大学附属久留米小学校
福岡教育大学附属久留米小学校（ふくおかきょういくだいがくふぞく くるめしょうがっこう）は、福岡県久留米市南1-3-1にある国立大学法人福岡教育大学の附属小学校。

## 概要
歴史
1907年（明治41年）に「福岡県女子師範学校附属小学校」として創立。当初は早良郡鳥飼村大字鳥飼字玄丹（現 福岡市城南区鳥飼二丁目）に校地があったが、1946年（昭和21年）に久留米市へ移転。数回の改組・改称を経て、現校名となったのは2004年（平成16年）4月。2022年（令和4年）に創立115周年を迎えた。
校訓
「賢く優しく逞しく」
校章
桜の花弁を背景にして、中央に校名の略称「附小」の文字（縦書き）を配している。
校歌
1954年（昭和29年）に制定。作詞は丸山豊、作曲は藤枝昭俊による。歌詞は3番まであり、各番に校名の略称である「附小」が登場する。
組織
学校長は福岡教育大学の教授が兼務する。
校地
同大学附属久留米中学校と垣根なく隣接し、久留米地区附属学校事務室は学校内にある。グラウンドの面積は同中学校よりも狭い。西隣は福岡教育大学附属久留米中学校である。大阪教育大学附属池田小学校の児童殺傷事件以降、警備員が配置されている。
教育課程・教育内容
教育大学の付属校として、教育研究と教育実習の場ともなっている。ゆえに他の附属学校と同様、しばしば先進実験的な授業が行われる。
定員・入学資格など
生徒数は約420人で、入学や転入学に際しては学科試験を課する。出願には通学時間50分以内という制限がある。また、入学は附属幼稚園からの進学を優先している。一学年は基本的に35人学級2クラスの70人であるが、途中転出や転入などで多少変動する。なお各学年菊組と桜組に分かれている。
制服
- 冬服 - 男子は折襟の学ランと半ズボン、女子はセーラー服とスカート
- 間服 - 男子は長袖のカッターシャツと半ズボン、女子は長袖のブラウスとジャンパースカート
- 夏服 - 男子は半袖の開襟シャツ(襟は黒色)と半ズボン、女子は半袖の白いセーラー服（襟は紺色）とスカート

## 沿革
- 1907年（明治40年）4月 - 「福岡県女子師範学校附属小学校」として、早良郡鳥飼村大字鳥飼字玄丹（現 福岡市城南区鳥飼2丁目）に開校。
- 1921年（大正10年）10月 - 東宮（後の昭和天皇）の西欧遊学帰朝（西ヨーロッパ留学からの帰国）を祝し、文集「精華」を発行。
- 1922年（大正11年）3月 - 貞明皇后が行啓、小学3年生の学級の授業を台覧（参観）。
- 1929年（昭和4年）2月 - 「小学校其の機能と経営の実際」が発刊される。
- 1932年（昭和7年）- 学校給食を開始。
- 1941年（昭和16年）4月 - 国民学校令施行により、「福岡女子師範学校附属国民学校」と改称。
- 1943年（昭和18年）3月 - 「福岡第一師範学校女子部附属国民学校」と改称。
- 1945年（昭和20年）
  - 6月 - 大空襲で本校、附属校とも全壊。
  - 9月 - 鳥飼の通信隊跡の建物を仮校舎として再開。
- 1946年（昭和21年）4月 - 久留米市西町元特科連隊跡に移転し、開校。
- 1947年（昭和22年）4月 - 「福岡第一師範学校女子部附属久留米附属小学校」と改称。
  - 学制改革により、高等科は附属中学校に改組される。
- 1949年（昭和24年）5月 - 「福岡学芸大学福岡第一師範学校久留米附属小学校」と改称。
- 1951年（昭和26年）4月 - 「福岡学芸大学附属久留米小学校」と改称。
- 1954年（昭和29年）9月 - プールが完成。校歌が制定。
- 1962年（昭和37年）3月 - 鉄筋2階建ての校舎が完成。
- 1963年（昭和38年）2月 - 第2期工事が完了。学校全体が新しくなる。
- 1966年（昭和41年）4月 - 「福岡教育大学教育学部附属久留米小学校」と改称。
- 1967年（昭和42年）11月 - 創立60周年記念式典を挙行。
- 1968年（昭和43年）- 運動場西側に庭園が完成。
- 1971年（昭和45年）- 各教室にOHPが配備。
- 1973年（昭和48年）〜1974年（昭和49年）- 各教室にカラーテレビを設置。
- 1974年（昭和49年）〜1976年（昭和51年）- 吹奏楽器を購入。
- 1976年（昭和51年）- 体育科用相撲場、校旗台、放送スタジオが新設。
- 1977年（昭和52年）- 附属久留米小・中学校数育実習生研修棟を新設。
- 1978年（昭和53年）6月 - ミニバスケットボールコート、学校園を新設。
- 1979年（昭和54年）- 家庭科室・教官室・事務室・保健室を新築。給食室を改造。
- 1980年（昭和55年）- 校門内ロータリーの造園完了。
- 1981年（昭和56年）11月 - 創立75周年記念式典を挙行。記念事業の一環として、ブロンズ像「育友」を建立、中庭に埴輪園、運動場に藤棚を造園。
- 1983年（昭和58年）- 一般教室棟を全面改修。
- 1987年（昭和62年）- 運動場国旗掲揚台を新設。
- 1988年（昭和63年）5月 - 新プールが完成。
- 1993年（平成5年）- 管理棟・低学年教室・音楽室・理科室・図工室棟・体育館を改築。
- 1994年（平成6年）6月 - 運動場整備、ミニバスケットコート設置、運動場遊具新設を完了。
- 1996年（平成8年）11月 - 久留米移転50周年記念式典を挙行。
- 1999年（平成11年）7月 - 太陽光発電システムを設置。
- 2001年（平成13年）10月 - 山村部の学校との交流を開始。
- 2004年（平成16年）- 国立大学法人化に伴い、「福岡教育大学附属久留米小学校」（現校名）と改称。
- 2006年（平成18年）- 創立100周年記念式典を挙行。

## 行事
- どんど焼き
- 青麦フェスタ
- 運動会
- 研究発表会
- 縄跳び大会
- 持久走大会
- 林間学校

## アクセス
最寄りの鉄道駅
- JR九州 久大本線「久留米高校前駅」
- 西鉄 天神大牟田線 「花畑駅」

最寄りのバス停留所
- 西鉄バス6番 「附属校前」停留所

## 周辺
- 福岡教育大学附属久留米中学校
- 久留米市立久留米商業高等学校
- 福岡県立久留米高等学校
- 久留米市立久留米特別支援学校